# Дингов, Георгий Михайлович
Георгий Михайлович Дингов (1907, Кизлярский отдел, Терская область — неизвестно) — советский колхозник. Герой Социалистического Труда (1950).

## Биография
Георгий Дингов родился в 1907 году в Кизлярском отделе Терской области (сейчас на территории Кизлярского городского округа Дагестана). По национальности армянин.
Во второй половине 1940-х годов руководил звеном виноградарей в колхозе имени Шаумяна в Кизляре.
В 1949 году звено, которое возглавлял Дингов, показало высокие результаты, собрав с 3,1 гектара поливных виноградников в среднем по 162 центнера винограда.
12 июля 1950 года Указом Президиума Верховного Совета СССР за получение высоких урожаев винограда в 1949 году удостоен звания Героя Социалистического Труда с вручением ордена Ленина и золотой медали «Серп и Молот».
Жил в селе имени Шаумяна Кизлярского района.
Дата смерти неизвестна.
Награждён медалями.